# Frohburg
Frohburg é um município da Alemanha, situado no distrito de Leipzig, no estado da Saxônia. Tem 145,31 km² de área, e sua população em 2019 foi estimada em 12.443 habitantes.